# Abația Solesmes
Abația Solesmes (denumirea întreagă în franceză: Abbaye Saint-Pierre de Solesmes) este o abație benedictină situată în localitatea Solesmes din departamentul Sarthe, ale cărei origini datează din 1010. Ea face parte din Congrégation de Solesmes sau Congregația Franței, în cadrul Confederației benedictine. 
Doar o mică mănăstire depinzând de Abbaye de la Couture din Le Mans până la Revoluție, Abația Solesmes își datorează renumele internațional lui Dom Prosper Guéranger, restaurator în 1833 al Ordinului benedictin în Franța, cât și a liturghiei și cântării gregoriene, abația fiind unul din locurile de mare prestigiu ale acesteia.

## Situare

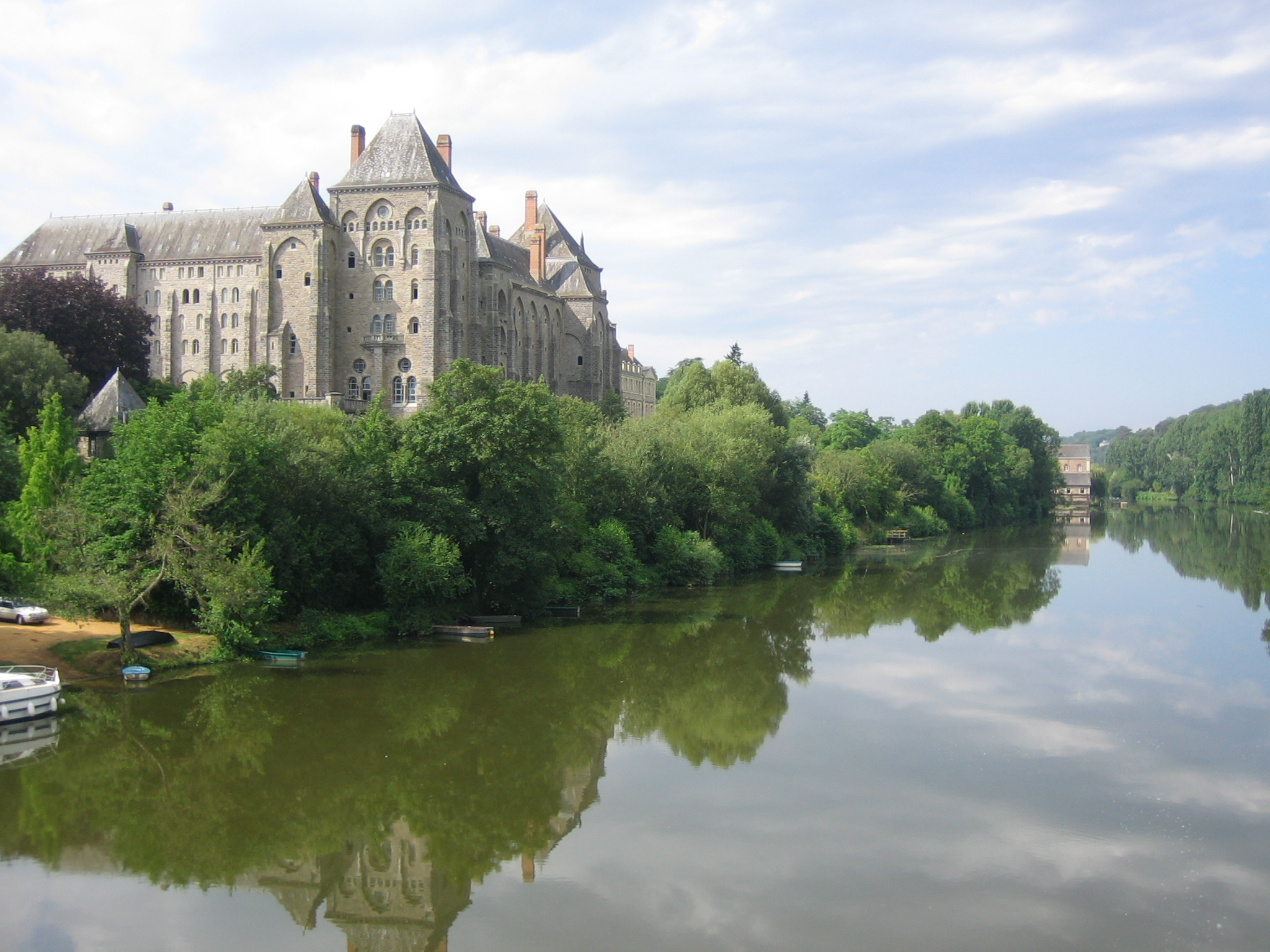
Abația pe malul râului Sarthe.

Abația Solesmes se găsește în orășelul Solesmes și domină valea râului Sarthe.
Se face uneori confuzia cu comuna omonimă Solesmes din departamentul Nord, care posedă o mănăstire locuită de câțiva călugări, însă nu o abație.

## Istoric

### Evul Mediu
O mănăstire a fost fondată la începutul secolului al XI-lea de seniorul Geoffroy de Sablé, făcând o donație din domeniile sale la est de castelul din de Sablé în jurul bisericii din Solesmes, călugărilor de la Abația Saint-Pierre de la Couture, din Le Mans. Sfințirea bisericii a avut loc într-o zi de 12 octombrie, iar actul de fondare ar data din 1010. Călugării, ajutați de rustici ruricoli (țărani cultivatori), au defrișat împrejurimile, au cultivat secară, viță de vie și fasole și creșteau cai și bovine. La sfârșitul secolului al XI-lea în jurul mănăstirii a fost construit un burg. A fost edificată de asemenea o nouă biserică parohială, cu hramul Sfânta Maria. Câteva decenii mai târziu a fost construită capela Saint-Aquilin (astăzi în cimitirul comunal).
Actul de fondare al mănăstirii a fost confirmat la 30 martie 1073 de către William Cuceritorul, suveran al noului senior de Sablé, Robert le Bourguignon.
Papa Urban al II-lea, după chemarea la cruciadă din 20 noiembrie 1095, la Clermont, a mers la mănăstirea din Solesmes, la 14 februarie 1096, reîntorcându-se de la Poitiers și Angers, în drum spre Tours, apoi biserica și mănăstirea au fost mărite. Templierul Robert de Sablé, senior de Sablé, mare maestru al Ordinului Templului și tovarășul său Richard Inimă de Leu, în timpul celei de a treia Cruciadă, au donat călugărilor o zecime din impozitul perceput la Sablé, în 1170. Cavalerul cruciat a adus din Țara Sfântă o bucată din Sfântul Spin, venerat și astăzi în Lunea Paștilor.
Dala funerară a lui Robert de Sablé se poate vedea în biserica abațială din Solesmes situată aproape de orașul Sablé-sur-Sarthe.
Plantageneții își iau posesiunile angevine în secolul al XIII-lea, însă mănăstirea nu a suferit la începuturile Războiului de 100 de Ani. De-a lungul deceniilor a ajuns importantă, până a devenit comunitate călugărească mănăstirească și a primit noi înzestrări. Totuși primele atacuri ale războiului ating Solesmes după 1380. Timp de vreo cincizeci de ani, regiunea a suferit asalturi ale englezilor. Solesmes a fost devastat, în ciuda faptului că nu au reușit să ia Sablé, deținută de Gilles de Rais. Ludovic al II-lea de Anjou a confirmat privilegiile mănăstirii Solesmes în 1408, pentru a acorda ajutor financiar și pentru a permite reconstrucția, dar numărul de călugări a scăzut de la doisprezece la cinci, în 1434. Regiunea era sinistrată economic.

### Renașterea

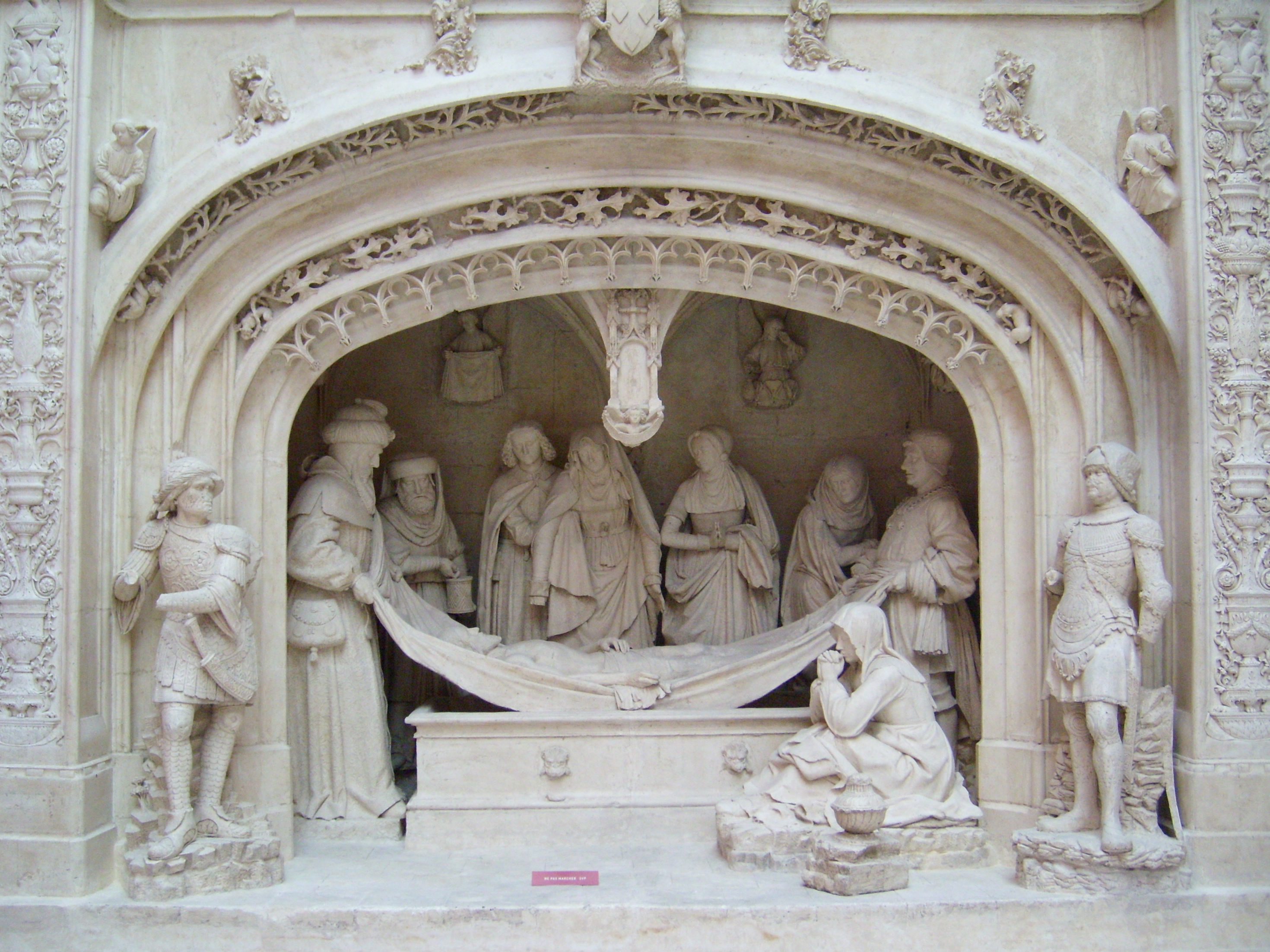
Punerea lui Hristos în Mormânt

Bătălia de la Formigny în 1450 a pus capăt Războiului de 100 de Ani în Anjou și în Maine. Domniile lui  Ludovic al XI-lea și Carol al VIII-lea vor aduce prosperitate regiunii și la Solesmes. 
Este epoca „marilor superiori de la Solesmes”, ca dom Philibert al Crucii (1469-1479) care a reorganizat domeniul, a repus în valoare pământurile, a întreprins lucrări de irigație și a mărit mănăstirea; Guillaume Cheminart (1486-1495) și Jean Bougler (1505-1556) care au comandat mari ansambluri sculptate, Saints de Solesmes, capodopere ale  Renașterii franceze. În brațul de sud al transeptului magnificul Tombeau de Notre-Seigneur(1496) de stil gotic flamboiant datează din această epocă de reînnoire. Dom Bougler a urmat cu lucrări la remarcabila Belle Chapelle cu numeroase sculpturi de mărime umană.